# Senapsbagge
Senapsbagge (Phaedon cochleariae) är en skalbaggsart som först beskrevs av Johan Christian Fabricius 1792.  Senapsbagge ingår i släktet Phaedon, och familjen bladbaggar. Arten är reproducerande i Sverige.